# Galium angustifolium
Galium angustifolium är en måreväxtart som beskrevs av Thomas Nuttall. Galium angustifolium ingår i släktet måror, och familjen måreväxter.

## Underarter
Arten delas in i följande underarter:
- G. a. angustifolium
- G. a. borregoense
- G. a. foliosum
- G. a. gabrielense
- G. a. gracillimum
- G. a. jacinticum
- G. a. nudicaule
- G. a. onycense